# Concertos pour violoncelle de Haydn
Pour les articles homonymes, voir concerto pour violoncelle (homonymie).
Joseph Haydn a composé plusieurs concertos pour violoncelle dont l'attribution au compositeur reste quelque peu fluctuante.
Le catalogue Hoboken de son œuvre comprend six concertos pour violoncelle, numérotés Hob.VIIb 1 à 5 et Hob.VIIb.g1, ce dernier étant perdu et probablement apocryphe.
Les deux seuls concertos dont l'attribution est à peu près sûre sont celui en do majeur, Hob.VIIb.1, bien que la partition ne soit pas signée, et celui en ré majeur Hob.VIIb.2. Le troisième semble être en fait un doublon du premier. Le manuscrit du quatrième concerto est signé du nom de Costanzi et est datée de 1770–1771, mais l'auteur, est en fait, inconnu.

## Concerto pour violoncelleno1en do majeur Hob.VIIb.1
Il a été écrit vers 1762 pour Joseph Weigl (1740-1820) violoncelliste qui a été engagé en même temps qu'Haydn à la cour du prince Paul II Anton Esterházy. 
La partition, non signée, en a été égarée jusqu'à sa redécouverte en 1961 dans des archives du musée national de Prague. Il a été authentifié grâce à un catalogue très incomplet rédigé par Haydn lui-même, mais qui comporte les thèmes initiaux de certaines de ses œuvres.
La première moderne en a été faite par Milos Sadlo avec l'orchestre radio-symphonique tchécoslovaque sous la direction de Charles Mackerras le 19 mai 1962, cette même formation en faisant le premier enregistrement. 
L'effectif orchestral demande les violons I et II, les altos, la basse (violoncelles et contrebasses), deux hautbois et deux cors.

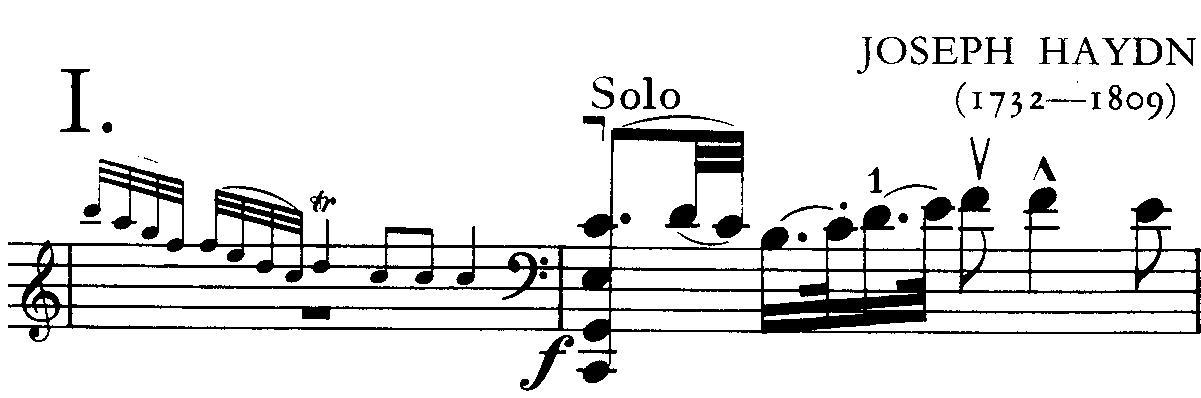
Premier mouvement, entrée du violoncelle

Il se compose de trois mouvements et son exécution demande environ un peu plus de vingt minutes.
1. Moderato en ut majeur
2. Adagio en fa majeur
3. Finale - Allegro molto

Le dernier mouvement a une ardeur qui lui donne une allure de mouvement perpétuel et qui n'est pas étrangère à la popularité de l'œuvre.

## Concerto pour violoncelleno2en ré majeur Hob.VIIb.2
Écrit une vingtaine d'années après le précédent en 1783 pour le violoncelliste Antonín Kraft (1749-1820), la partition a été attribuée un temps à ce dernier avant d'être réattribuée à Haydn après en avoir retrouvé un exemplaire autographe au début des années 1950.
Il pourrait avoir été écrit pour le mariage du prince Nicolas II Esterházy avec la princesse Maria Josepha von und zu Liechtenstein (1768-1845) en septembre 1783.
Il se compose de trois mouvements et son exécution demande un peu plus de vingt minutes environ.
1. Allegro moderato
2. Adagio
3. Allegro